# Pierre I Mercier
Pierre Mercier (die Nebenbezeichnung „I“ dient der Unterscheidung von seinem gleichnamigen Sohn; * um 1650 in Aubusson (Creuse); † 1729 in Dresden) war ein hugenottischer Tapissier-Künstler und Betreiber einer Bildwirkerei-Manufaktur in Berlin.

## Leben
Pierre I Mercier entstammte einer Tapissier-Familie in Aubusson. Dort betrieb sein Vater Jean Mercier (* um 1625) gemeinsam mit dem Cousin Ysaak Barraband, dem Vater von Jean I Barraband, eine Tapisserie. Der Ursprung der Teppichwirkerei in Aubusson geht auf eingewanderte flämische Teppichweber zurück. Eine Blüte erlebte die Stadt, nachdem Colbert 1665 Aubusson den Titel der Königlichen Manufaktur zusprach.
Bereits als bekannter Teppichwirker verließ Pierre Mercier Ende 1685/Anfang 1686 aus Glaubensgründen seine Heimat. Er folgte dem Potsdamer Edikt vom 6. November 1685 mit dem der Große Kurfürst französische Protestanten nach Brandenburg einlud. Er ließ sich in der Französischen Kolonie von Berlin nieder. Verheiratet war Mercier mit Marie Biennouvienne aus Aubusson († 28. Februar 1740 in Berlin). Aus der Ehe bekannt sind zwei Söhne: der spätere Tapissier und Nachfolger seines Vaters, Pierre II Mercier, und Pierre Gabriel Mercier, der Graveur wurde. Im Personenverzeichnis der Französischen Kolonie zum 31. Dezember 1700 werden sowohl Mercier als auch sein Schwager Barraband als Bewohner der Friedrichstadt genannt. Die Familien Mercier und Barraband sind über Berlin hinaus u. a. verbunden mit den Familien Garrigue, Gaertner aus Magdeburg.
Pierre I Mercier starb 1729 in Dresden, wo er sich ab 1713 eine neue Existenz aufgebaut hatte.

## Wirken

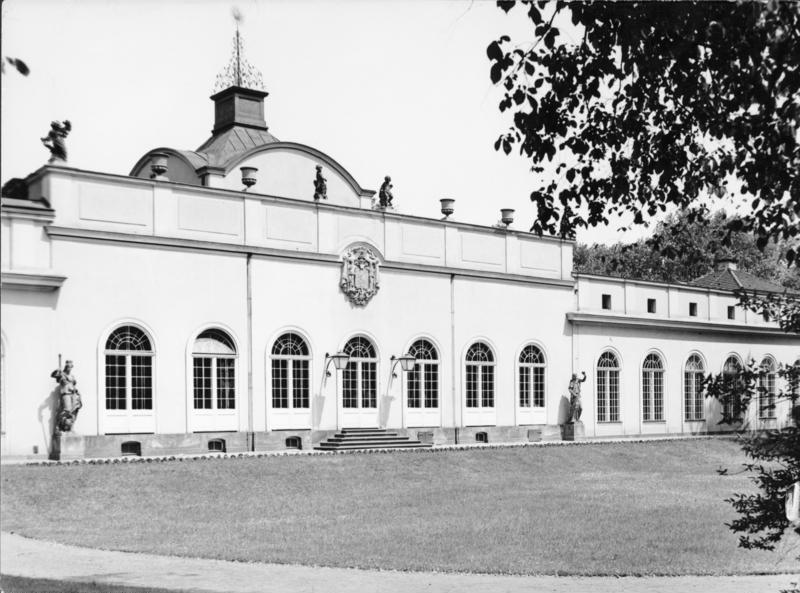
Schloss Monbijou, Mittelbau von Eosander von Göthe, 1939

Bereits kurz nach seiner Ankunft in Berlin erhielt Mercier am 7. November 1686 vom Großen Kurfürsten ein Patent zur Herstellung von Wirkteppichen. Er eröffnete daraufhin gemeinsam mit seinem Schwager Jean I Barraband eine Wirkteppich-Manufaktur im Schloss Monbijou in Berlin. Sie firmierte unter dem Namen Mercier & Barraband. Diese Manufaktur stellte Bildteppiche höchster Qualität mit Gold, Silber, Seide und Wolle her, die zur Ausschmückung der kurfürstlichen und später der königlichen Residenzen dienten. Unter dem Prunk liebenden Kurfürsten bzw. König Friedrich I./ III. (ab 1688 bis 1713) erlebte die Manufaktur ihre ersten Blütejahre.
Johannes Fischer schreibt dazu:
„...Jean Barraband aus Nègrepelisse im Languedoc ..., der im Schloss Monbijou in Berlin zusammen mit seinem Schwager Mercier eine Gobelinfabrik betrieb, die 6 kunstreiche Wandteppiche lieferte, Geschenke der Berliner Französischen Kolonie an den Kurfürsten Friedrich III.  zur Verherrlichung der Kriegstaten seines Vaters, (des Großen Kurfürsten) des Schutzherren der Kolonie, welche heute einen Hauptschatz des Berliner Schlosses bilden.“
Die Entwürfe dieser Teppich-Reihe stammten vom königlichen Hofmaler Rutger von Langerfeld. Die Teppiche erschienen im Jahre 1693.
Der Tod von Merciers Partner Jean I Barraband im Jahr 1709 und der Übergang auf dessen Sohn Jean II Barraband ist für die Manufaktur offensichtlich ohne Bruch erfolgt. Dagegen verließ Mercier kurz nach dem Tode König Friedrichs I. (1713) Berlin, als unter dessen Sohn, Friedrich Wilhelm I., dem Soldatenkönig, die Mittel für Schmuck und Dekor der Schlösser zugunsten von militärischen Ausgaben drastisch gekürzt wurden. Er überließ die Berliner Manufaktur seinem Partner Barraband und ging nach Dresden. Dort in der Nähe des aufwändig geführten Hofes des Kurfürsten Friedrich August I. von Sachsen und Königs von Polen hat er die letzten Jahre seines Lebens verbracht.
Die von Pierre Mercier gegründete Berliner Bildwirker-Manufaktur existierte noch lange weiter. Einer seiner berühmten Nachfolger war neben Jean II Barraband auch Charles Vigne.